# Корнешть (Унгенський район)
Корнешть (рум. Cornești) — село в Унгенському районі Молдови. Утворює окрему комуну.

## Історія
Тут 5 (16) жовтня 1791 помер Потьомкін на шляху з Ясс до Миколаєва.

## Населення
За даними перепису населення 2004 року у селі проживали 2038 осіб.
Національний склад населення села:
| Національність       | Кількість осіб | Відсоток   |
| -------------------- | -------------- | ---------- |
| молдавани румуни     | 2013 9         | 98,8% 0,4% |
| росіяни              | 8              | 0,4%       |
| українці             | 6              | 0,3%       |
| гагаузи              | 1              | < 0,1%     |
| інша / без відповіді | 1              | < 0,1%     |
| Всього               | 2038           | 100%       |